# Västra Holmgatan

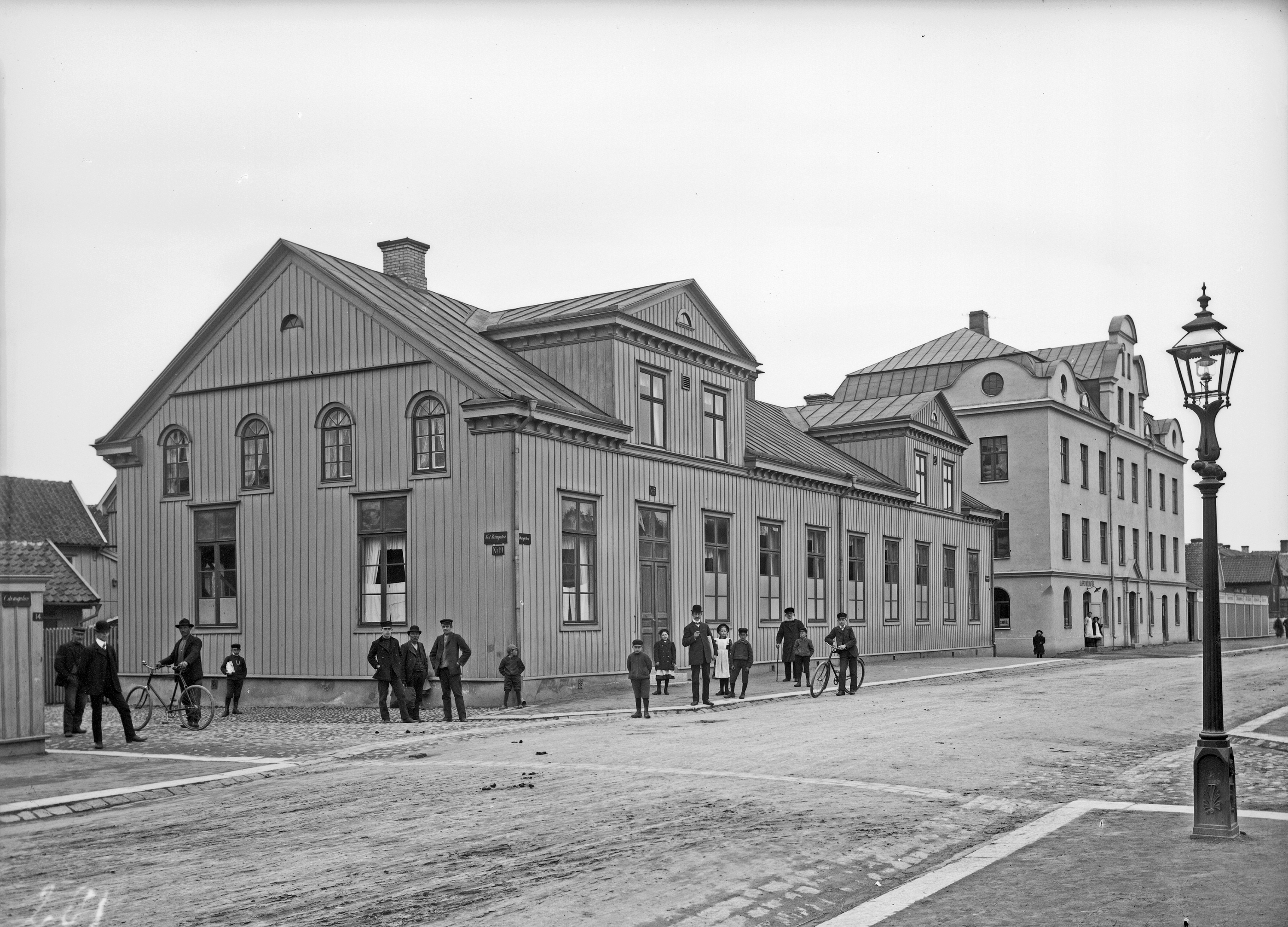
Gamla missionshuset i hörnet Odengatan/Västra Holmgatan, 1908. Foto: Erik Åkerhielm.

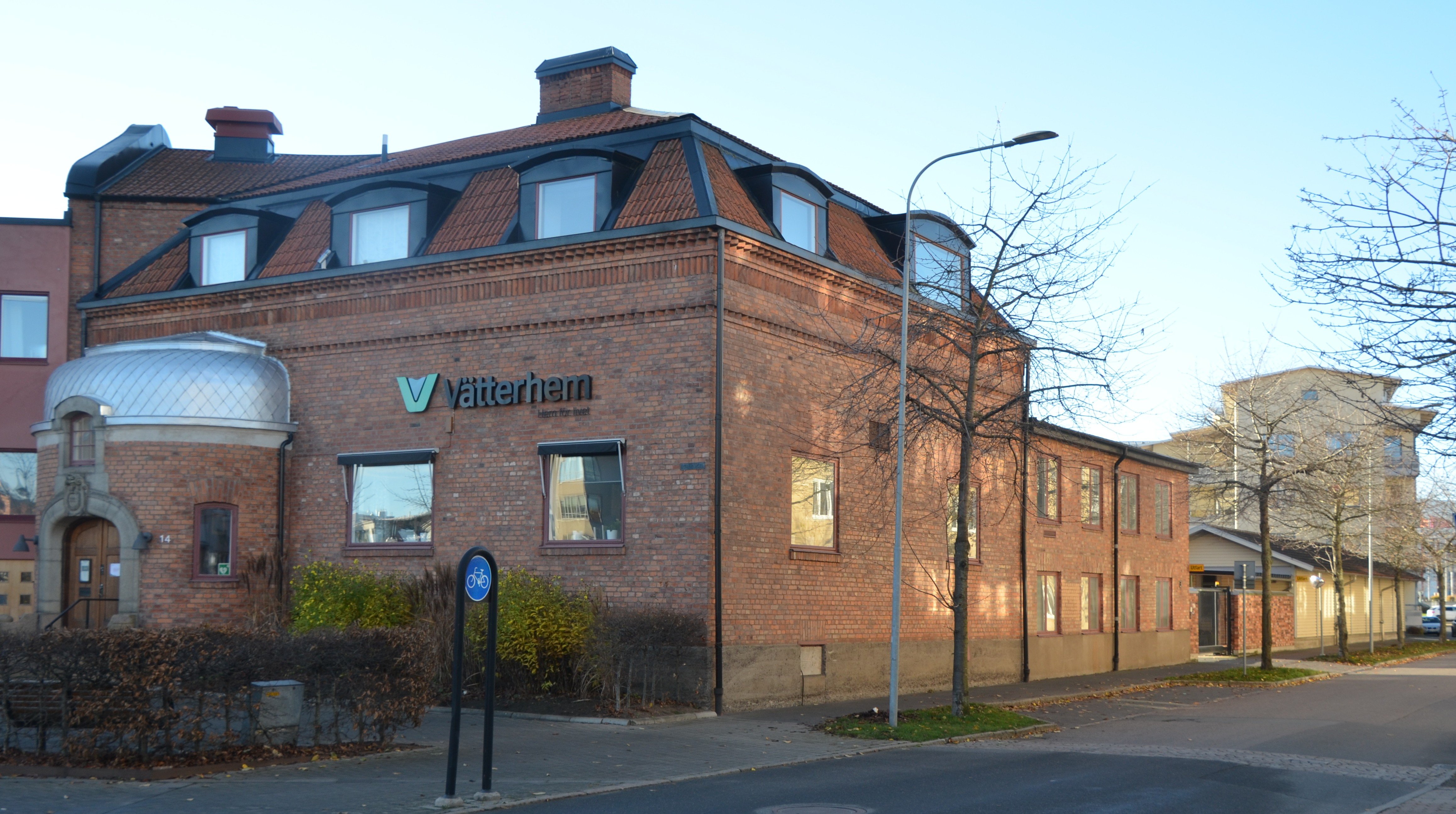
Vätterhems kontor på Västra Holmgatan

Västra Holmgatan är en av de äldsta gatorna på Öster i Jönköping. Utmed de två norra kvarteren lades ursprungligen ut på 1620-talet som en sidogata från dåvarande Stora torget, nuvarande Hovrättstorget, söderut längs Tyska madens kvarter, tillsammans med en grävd kanal för att föra in fartyg från Munksjön via Kanalgatan till Breda hamnen, nuvarande Östra torget.
Med senare utnyttjande av våtmarkerna söder om stadsbebyggelsen för nyttoträdgårdar, där stadens borgare odlade kål, bönor och andra grönsaker, förlängdes denna gata som en av två huvudvägar vidare söderut som Västra Holmgatan mot ån som förbinder Rocksjön med Munksjön. Denna huvudväg och Östra Holmgatan förbands vid 1700-talets mitt längst söderut med varandra, och kom senare att kallas Holmgatorna. Östra Holmgatan har sin norra ändpunkt i Kanalgatan några kvarter öster om Västra Hoömgatan. Namnen Holmgatorna kommer från landholmarna med fastare mark i träskmarken, till exempel Aspholmen, som från 1782 hade ett utvärdshus.
I början av 1800-talet fanns det omkring 200 kålgårdar på området runt Västra och Östra Holmgatan. Varje större fastighet längs Storgatan hade sin egen kålgård, på vilken småningom byggdes enkla hus. Efter hand tillkom en del hantverkare och handelsträdgårdar, och i slutet av 1800-talet etablerades olika industrier. 

## Rackartorget
Omedelbart norr om gatukroken i söder, där Västra Holmgatan övergår i Östra Holmgatan, i södra delen av fastigheten Eleven 4, låg under 1700-talet stadens avrättningsplats. Den kallades Rackartorget.

## Avkortad sträckning
Gatusträckningen längs ett kvarter närmast norr om Odengatan utnyttjades under 1960-talet för en sammanbyggnad av Jönköpings läns museum med ett nyuppfört Jönköpings stadsbibliotek. Gatan utefter kvarteret norr därom till Kanalgatan döptes 1961 om till Museigatan.